# Песнек
Песнек (њем. Pößneck) град је у њемачкој савезној држави Тирингија. Једно је од 76 општинских средишта округа Зале-Орла. Према процјени из 2010. у граду је живјело 13.080 становника. Посједује регионалну шифру (AGS) 16075085.

## Географски и демографски подаци
Песнек се налази у савезној држави Тирингија у округу Зале-Орла. Град се налази на надморској висини од 220 метара. Површина општине износи 24,4 km². У самом граду је, према процјени из 2010. године, живјело 13.080 становника. Просјечна густина становништва износи 535 становника/km².

## Међународна сарадња
| Мјесто | Држава    | Врста сарадње | Од    |
| ------ | --------- | ------------- | ----- |
|        | Словачка  | пријатељство  | 1975. |
|        | Пољска    | партнерство   | 2002. |
|        | Француска | партнерство   | 1968. |
| Извор  |           |               |       |